# Las Peras
Las Peras är en ort i Mexiko.   Den ligger i kommunen San Cristobal De Casas och delstaten Chiapas, i den sydöstra delen av landet, 800 km öster om huvudstaden Mexico City. Las Peras ligger 2 226 meter över havet och antalet invånare är 134.
Terrängen runt Las Peras är kuperad åt nordost, men åt sydväst är den bergig. Runt Las Peras är det tätbefolkat, med 459 invånare per kvadratkilometer. Närmaste större samhälle är San Cristóbal de las Casas, 2,6 km väster om Las Peras. I omgivningarna runt Las Peras växer i huvudsak städsegrön lövskog.